# Шальский район
Шальский район — административно-территориальная единица в составе Карельской АССР, существовавшая в 1927—1930 годах. Центром района была деревня Семёновская.
Шальский район был образован постановлением 2 сессии Центрального Исполнительного Комитета Карельской АССР VII созыва от 17 июля 1927 года. 29 августа того же года это решение было утверждено постановлением Президиума Всероссийского Центрального Исполнительного Комитета.
В состав района вошли Авдеевская и Нигижемская волости полностью, а также Римский сельсовет Даниловской волости.
По данным 1928 года район включал 7 сельсоветов: Авдеевский, Гакугский, Каршевский, Перхнаволоцкий, Песчанский, Римский и Шальский.
В районе, по данным переписи 1926 года, проживало 11 982 человека, из них 98,9 % составляли русские.
28 февраля 1930 года Президиум ЦИК Карельской АССР постановил упразднить Шальский район. При этом Римский сельсовет был передан в Медвежьегорский район, а остальная территория — в Пудожский район. Это решение было утверждено поставлением Президиума ВЦИК и СНК РСФСР от 20 апреля 1930 года «О сокращении сети районов Карельской АССР».